# Paul Vialar
Paul Vialar (18 de setembro de 1898 – 8 de janeiro de 1996) foi um autor e escritor francês de romances, contos e ensaios.
Em 1960, escreveu a letra da canção "Les Étangs de Sologne", com música de Henri Betti, que foi cantada nesse mesmo ano por Jean Philippe no programa televisivo Toute la Chanson.
Paul Vialar formou-se na HEC Paris.

## Livros
- Fatôme (1931)
- J'avais un camarade (1936)
- Soir, pièce en 1 acte... [Paris, Radio-Paris, 20 février 1938] (1938)
- La Rose de la mer (1939)
- La maison sous la mer (1941)
- La grande meute (1943)
- La Caille (1945)
- Job (1946)
- Une ombre (1946)
- Le voilier des Îles (livre pour enfants, 1947)
- La mort est un commencement (Grand Prix de la Ville de Paris, 1948) 8 vol. :

1. Le Bal des sauvages
2. Le Clos des trois maisons
3. Le Petit Jour
4. Les Morts vivants
5. Risques et périls
6. La Carambouille
7. Dansons la capucine
8. La Haute Mort

- Écrit sur le sable (1948)
- Le Château du hasard (1948)
- Le bon Dieu sans confession (sous-titre : Monsieur Dupont est mort) (1949)
- Le Bouc étourdi (1949)
- La Grande Ribaude (1951)
- L'Éperon d'argent (1951)
- La Chasse aux hommes (1952/1953) 10 vol. :

1. Le Rendez-vous
2. La Bête de chasse
3. Les Brisées hautes
4. Le Bien-aller
5. Les Faux-fuyants
6. Les Odeurs et les sons
7. Le Débucher
8. Les Fins dernières
9. L'Hallali
10. La Curée

- Chronique française du XXe siècle (1955/1961) 10 vol. publiés chez Del Duca :

1. Les étoiles de Mars (1955)
2. Place de la République (ou Les députés) (1956)
3. Rideau (1956)
4. La boutiquière (1957)
5. Belada, éditeur (1957)
6. Pas de pitié pour les cobayes (1958)
7. Pas de temps pour mourir (1958)
8. Les robes noires (1958)
9. Les Zingari (Ceux du cirque) (1959)
10. La farine du diable (1961)

- Cinq hommes de ce monde  (1954)
- Le Roman des Oiseaux de Chasse, Flammarion (1958)
- Le Temps des imposteurs
- Le fusil à deux coups (1960)
- L'homme de chasse (1961)
- La Jeunesse du monde (1966)
- Lettre ouverte à un jeune sportif
- La Cravache d'or (1968)
- Les Invités de la chasse (1969)
- Plumes dans le vent
- La Croule (1974)
- L'Enfant parmi les hommes (souvenirs, 1990)